# 101331 Sjostrom
101331 Sjostrom este o planetă minoră (asteroid) din Inner Main Belt⁠(d). A fost descoperită pe 18 septembrie 1998 la Observatorul La Silla de Eric Walter Elst. 
Obiectul prezintă o orbită caracterizată de o semiaxă mare de 1,911757183422 UAi, o excentricitate de 0,05, o înclinație de 21,9 ° în raport cu ecliptica.